# Jerónimo Lavagna
Gerolamo Lavagna o Jerónimo Lavagna (Savona, 1834 - 1911) fue un sacerdote, naturalista y arqueólogo italiano. 

## Biografía
Llega a Buenos Aires en 1870. Fue durante un tiempo profesor de latín en colegios de esa capital. Luego se dirigió al norte argentino, que fue en adelante su campo de acción; allí fue cura de numerosas parroquias y rancherías, lo que le permitió fundar escuelas, capillas y modestas bibliotecas. Sabedor que la zona era rica en yacimientos arqueológicos, en Cachi (Salta) se dedicó al estudio de la cultura Calchaquí.
Viajó asimismo por territorio boliviano, recorriendo especialmente el valle de Tarija, donde hizo importantes descubrimientos arqueológicos y paleontológicos; puso en conocimiento de ello al doctor Burmeister, a la sazón en Buenos Aires, quien organizó en seguida una expedición científica que recogió importante material y ratificó los descubrimientos del padre Lavagna. 
Si bien sus investigaciones carecían de medios y rigor metodológico, para las expediciones posteriores a la zona, fueron de
suma utilidad a las mismas. Decidió luego establecerse en Salta, y en su viaje de regreso, recogió un valioso material y realizó nuevos estudios relativos a la riqueza minera de aquellas regiones. 
Dirigió luego simultáneamente las parroquias de Cochinoca y Rinconada, en Jujuy, sujetas ambas a la Diócesis de Salta; restauró sus respectivas iglesias y casas parroquiales, y descubrió en la zona minas y yacimientos auríferos; recogió importantes observaciones meteorológicas; clasificó una colección de objetos de industria indígena, entre ellos tejidos, trabajados por los originarios residentes en el territorio de dichas parroquias, que envió a la Exposición Continental de Buenos Aires de 1882, obteniendo una medalla de plata y mención especial. 
Rigió luego las parroquias de Matará y Mallín, en Santiago del Estero, donde permaneció dos años, durante los cuales introdujo mejoras en los inmuebles de sus parroquias. 
En 1886 a causa de divergencias con las autoridades de la Diócesis, se marchó a Córdoba, con el propósito de volver definitivamente a Buenos Aires; pero la Exposición Rural que se efectuó en dicho año en Córdoba y la invitación a exponer sus hallazgos lo retuvieron. A raíz del éxito obtenido, el gobierno de la provincia le encomendó en 1887, la fundación y dirección del "Museo Politécnico"; para tan magna obra, contó con el decidido apoyo del gobernador Ambrosio Olmos, y todas sus importantes colecciones que donó al museo, fueron la base del mismo. 
En 1892, la Exposición Colombina de Génova, confirió a la institución, un diploma de honor, y la Exposición Rural de Buenos Aires, en 1903, le acordó otras distinciones.
Fueron famosas sus excursiones, de las cuales retornaba con cajones repletos de materiales para el mencionado museo, que dirigió hasta 1906. El padre Lavagna falleció en Córdoba, en 1911.